# أندريه دونر
أندريه دونر (بالهولندية: André Donner) هو قانوني وأستاذ جامعي وقاضي هولندي، ولد في 15 يونيو 1918 في روتردام في هولندا، وتوفي في 24 أغسطس 1992 في آمرسفورت في هولندا.

## وصلات خارجية
- أندريه دونر على موقع مونزينجر (الألمانية)